# Please Give
Please Give è un film del 2010 scritto e diretto da Nicole Holofcener e con la partecipazione di Catherine Keener. È il quarto film dove la Keener e la Holofcener collaborano. Nel film compaiono anche Amanda Peet, Oliver Platt, Rebecca Hall, Elizabeth Keener, Kevin Corrigan e Ann Guilbert.

## Trama
Kate (Keener) e Alex (Platt) sono una coppia che vive in un appartamento di New York con la loro figlia adolescente, Abby (Sarah Steele). Kate e Alex gestiscono un negozio di mobili specializzato in usato contemporaneo.
Hanno recentemente acquistato l'appartamento adiacente al loro, ma l'attuale inquilina dell'appartamento, l'anziana e irritabile Andra (Guilbert), contuinuerà a occuparlo fino alla sua morte. Andra ha due nipoti: la generosa e responsabile Rebecca (Hall), una radiologa, e la cinica, caustica Mary (Peet), un'estetista.
Kate è turbata dai profitti che ottiene senza conoscere l'effettivo valore dei mobili che vende; dal contrasto tra la sua vita agiata e confortevole e i senzatetto del quartiere; e dal fatto che la sua famiglia potrà ampliare l'appartamento solo con la morte di Andra. Prova a mitigare il suo senso di colpa con il volontariato (che però la sconvolge) e donazioni ai senzatetto (cosa a volte controproducente).

## Distribuzione
Please Give è stato proiettato fuori concorso al 60º Festival internazionale del cinema di Berlino, ed è stato proiettato per poco tempo negli Stati Uniti il 30 aprile 2010. All'apertura ha incassato 118.123 dollari in cinque sale, con una media di 23.625 dollari per sala.

## Riprese
Please Give è stato girato quasi interamente a New York. La maggior parte delle riprese sono state fatte a Chelsea, le scene ai servizi termali sono state girate presso Skintology, un istituto di bellezza che si trova da quelle parti.

## Accoglienza
Il film ha ricevuto prevalentemente critiche positive. Sul sito Metacritic, ha fatto registrare un punteggio di 77, basato su 27 recensioni, che indicano un'accoglienza positiva.